# Marie Hutníková
Marie Hutníková (28. prosince 1923, Příslovce – ?) byla česká šička, vojačka a zdravotnice.

## Biografie
Marie Hutníková se narodila v roce 1923 v Přislovcích na Zakarpatské Ukrajině, její otec byl dělníkem. Nastoupila na obchodní školu a v době zahájení maďarské okupace Zakarpatí musela školu přerušit a nastoupit do jednotky civilní obrany. Pokusila se o útěk do Polska a Sovětského svazu, ale první pokus se jí nezdařil. Při druhém pokusu již byla úspěšná a utekla v květnu roku 1940 do Sovětského svazu, kde byla v Charkově internována. V internačním táboře prodělala zdravotnický výcvik.
Po začátku druhé světové války byla přesunuta do internace do Karagandy, pracovala tam jako dělnice. Na konci roku 1942 vstoupila do československé armády v Buzuluku, zpočátku pracovala jako telefonistka a zdravotnice, následně od roku 1944 pracovala jako spojařka a také zdravotnice 1. československého armádního sboru, kde se seznámila s budoucím manželem Ilkem Hutníkem. Bojovala postupně u Kyjeva, Žaškova, Rudy, Bílé Cerkve a v Dukelském průsmyku. Posléze pak také prošla kolem Liptovského Mikuláše až do Prostějova.
Po skončení druhé světové války obdržela medaili Za chrabrost, medaili Za pobědu nad Germanijej a další. Ve světové válce zemřel její bratr. Po válce se také provdala za Ilka Hutníka, se kterým se v roce 1951 odstěhovala do Třebíče, kde pak pracovala jako šička.